# Sluneční kalendář v Nidě
Sluneční kalendář v Nidě nebo Solární kalendář v Nidě (případně Sluneční hodiny v Nidě, litevsky Saulės kalendorius nebo Saulės Laikrodis) je sluneční kalendář/sluneční hodiny a turistická atrakce na vrcholu písečné duny Parnidžio kopa v nadmořské výšce 53 m v Nidě v Nerinze v Národním parku Kuršská kosa na Kuršské kose v Klaipėdském kraji v západní Litvě.

## Další informace
Kamenný sluneční kalendář, jsou netradiční horizontální sluneční hodiny. Mají kruhovou plošinu s malými hodinovými schodišťovými stupni (ciferník) uspořádanými do půlkruhu. Uprostřed plošiny je 13,8 m vysoký obelisk (stylus) z leštěné žuly, jehož stín je použitý jako ukazatel času. Na obelisku jsou vytesané runy a ikony státních svátků, které byly převzaty z dřevěného kalendáře ze 17. století. Na každé straně plošiny jsou čtyři figurální sochy pro znázornění jarní rovnodennosti, letního slunovratu, podzimní rovnodennosti a zimního slunovratu. Dílo vzniklo v roce 1995. Autory jsou architekt Ričardas Krištopavičius, sochař Klaudijus Pūdymas a etnokomosolog Libertas Klimka. V roce 1999 prošel Litvou uragán Anatol, který zničil část slunečních hodin, které byly v roce 2011 opraveny. Sluneční hodiny díky slunci a stínu ukazují přesný místní/astronomický čas.

## Galerie

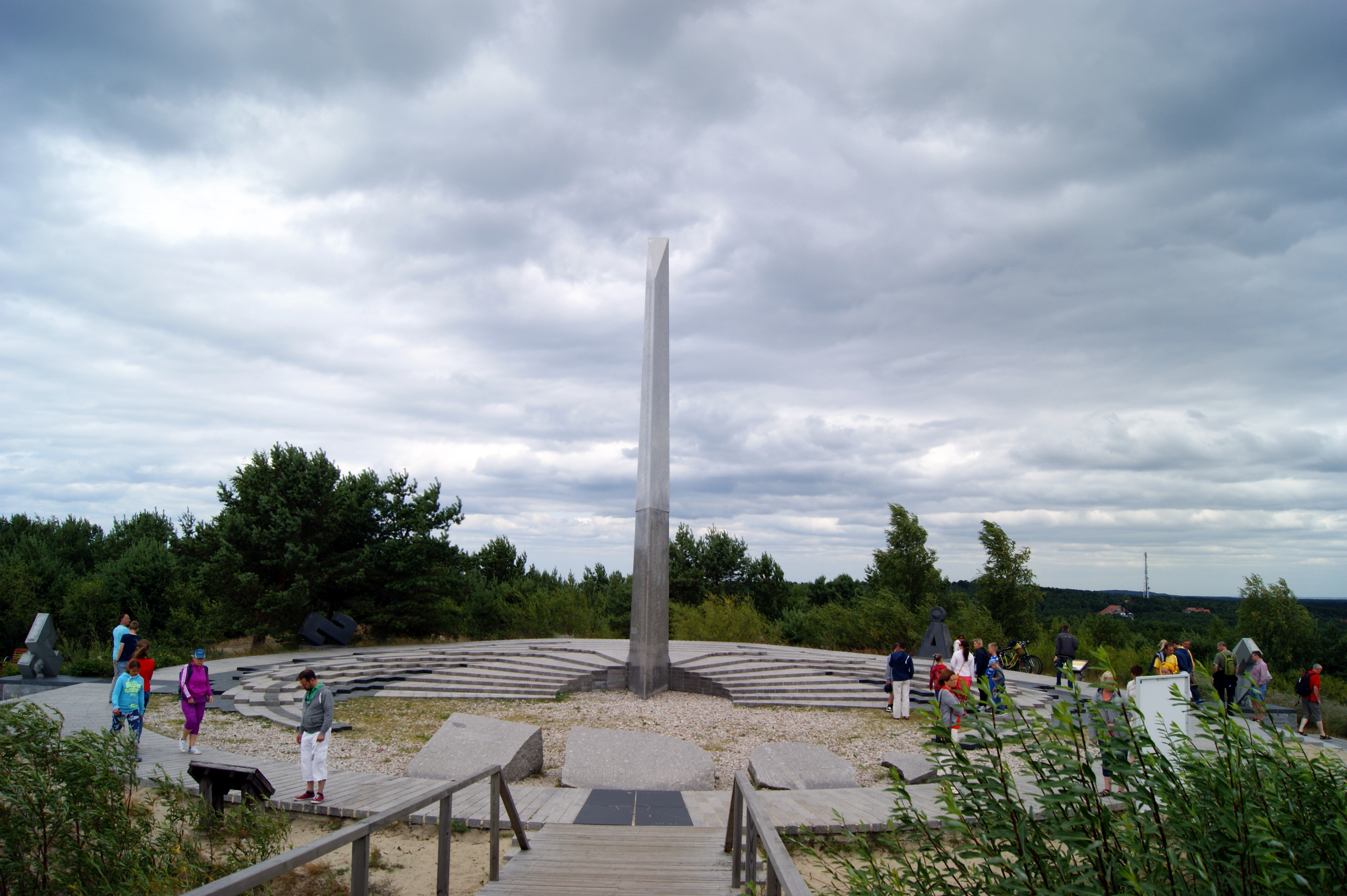
Pohled na celek
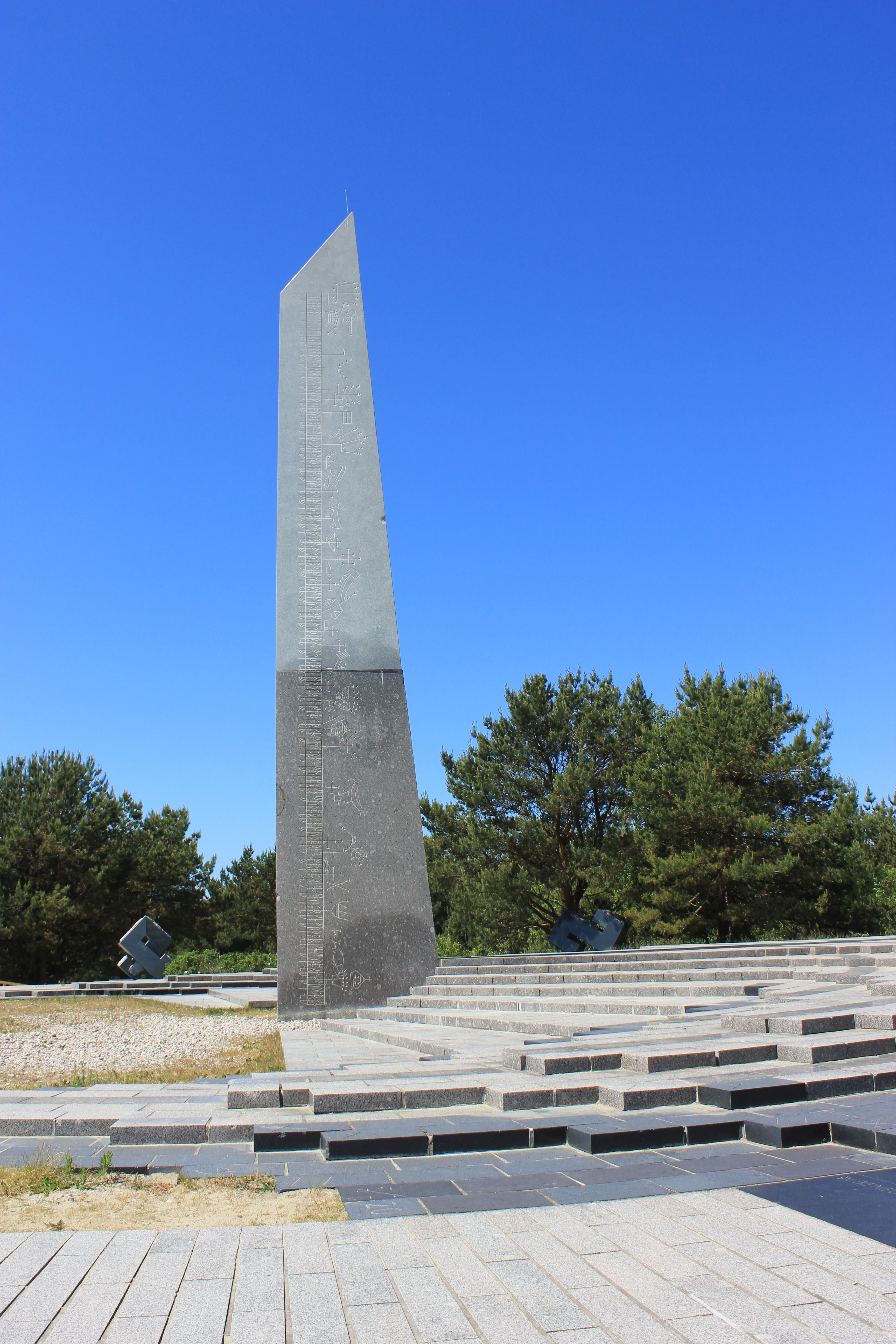
Ústřední sloup (stylus)
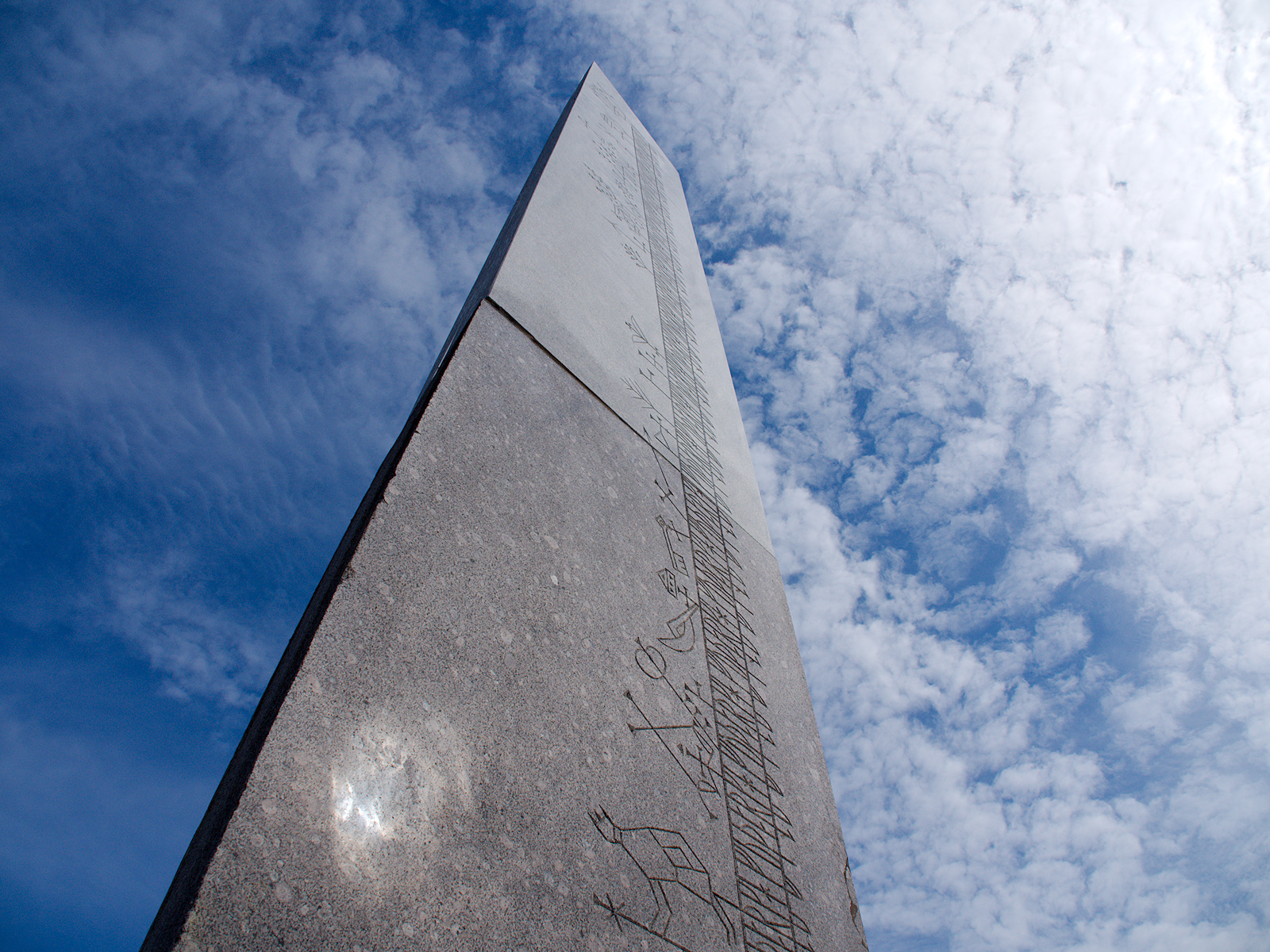
Detail centrálního sloupu s vytesanými runami
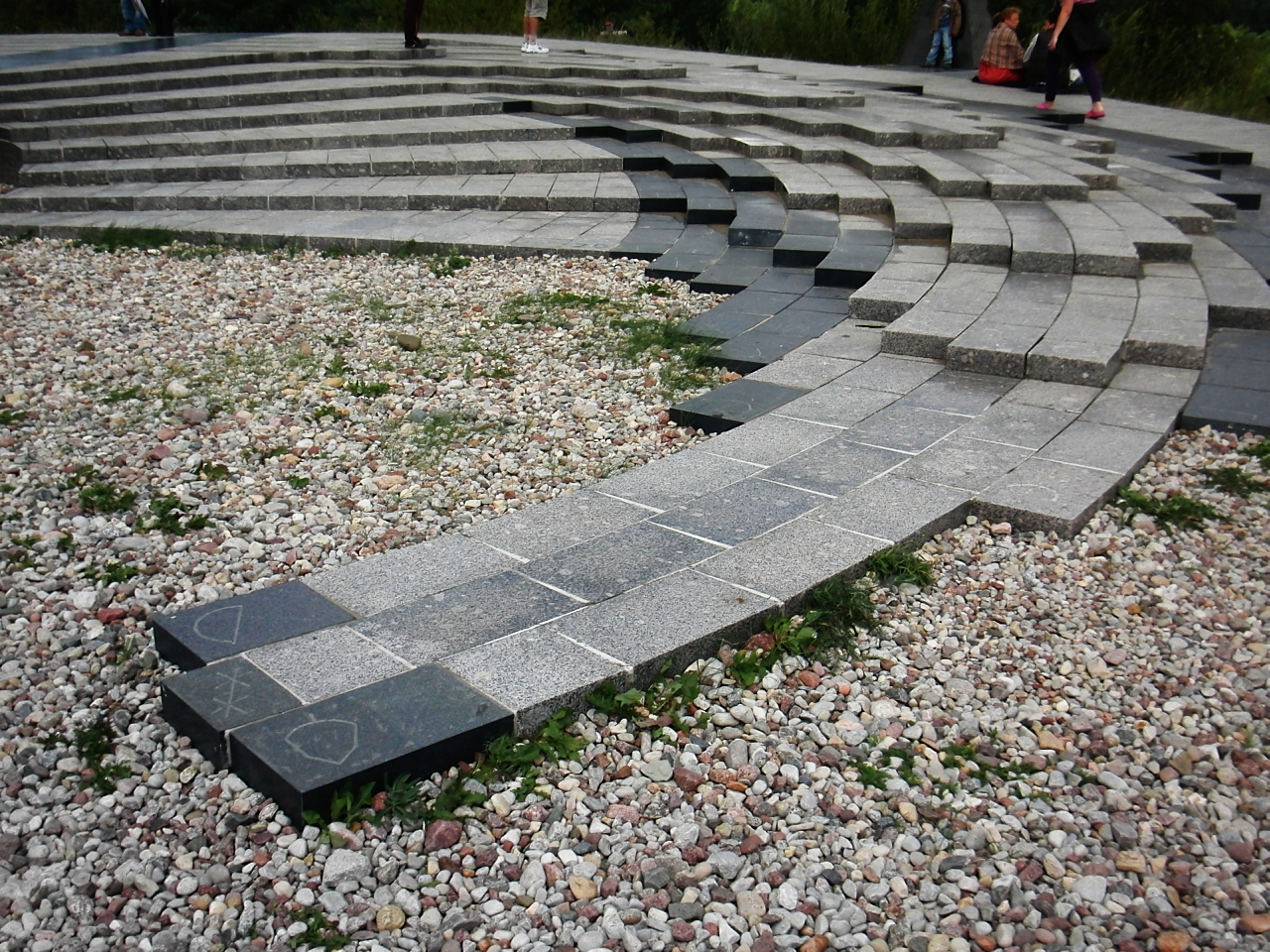
Detail půlkruhového ciferníku
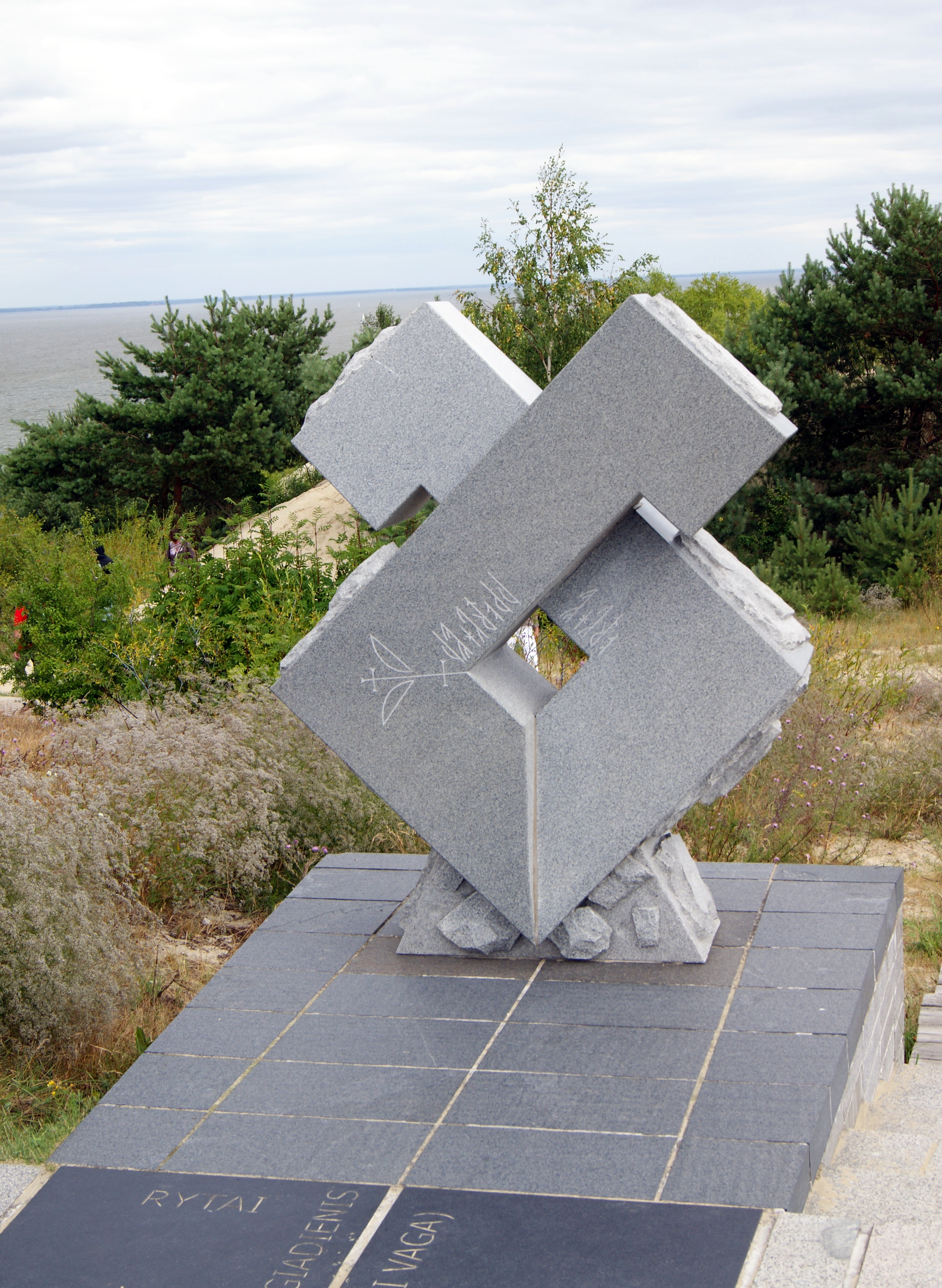
Detail se ikonou svátku
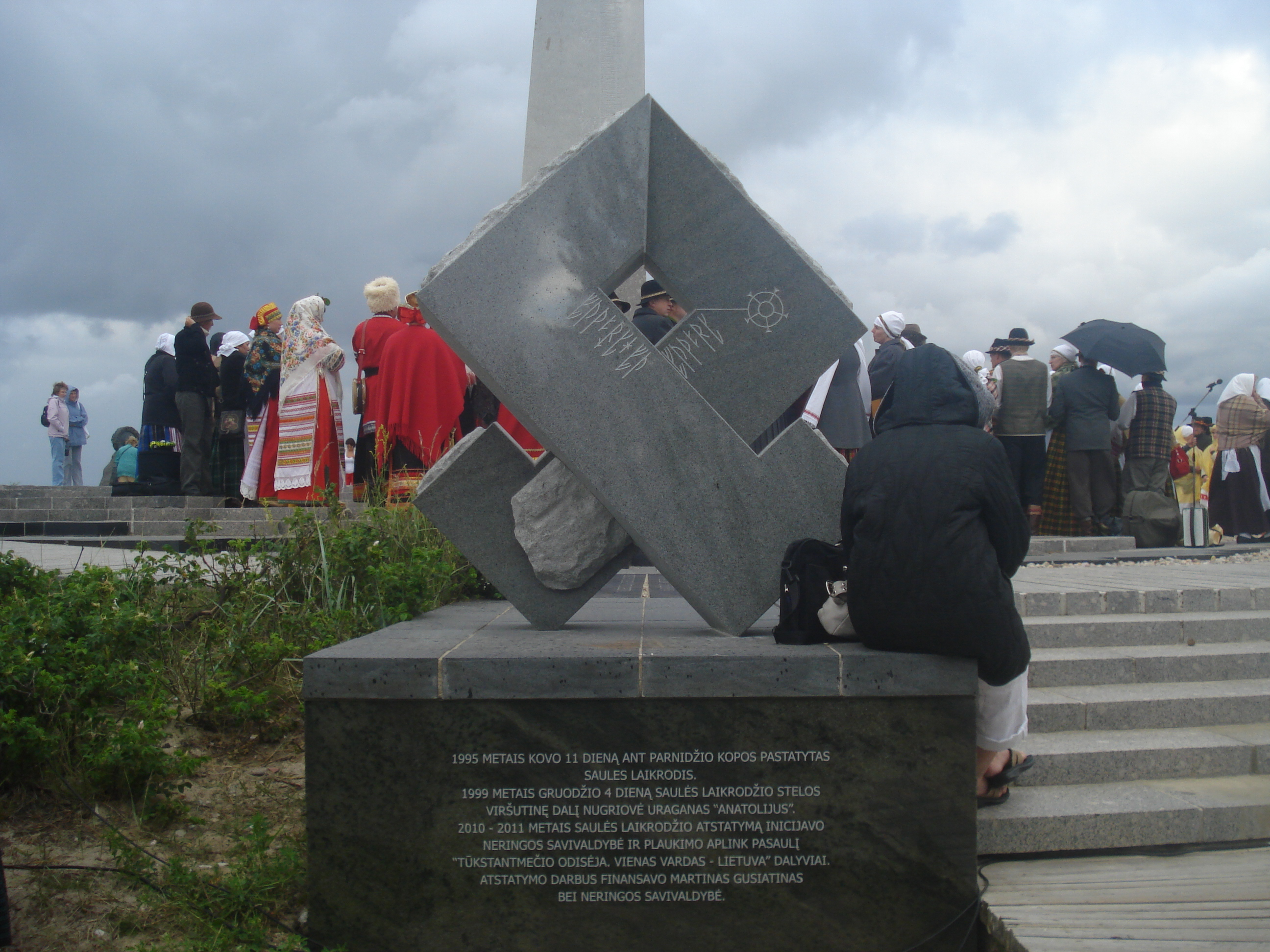
Detail s ikonou svátku
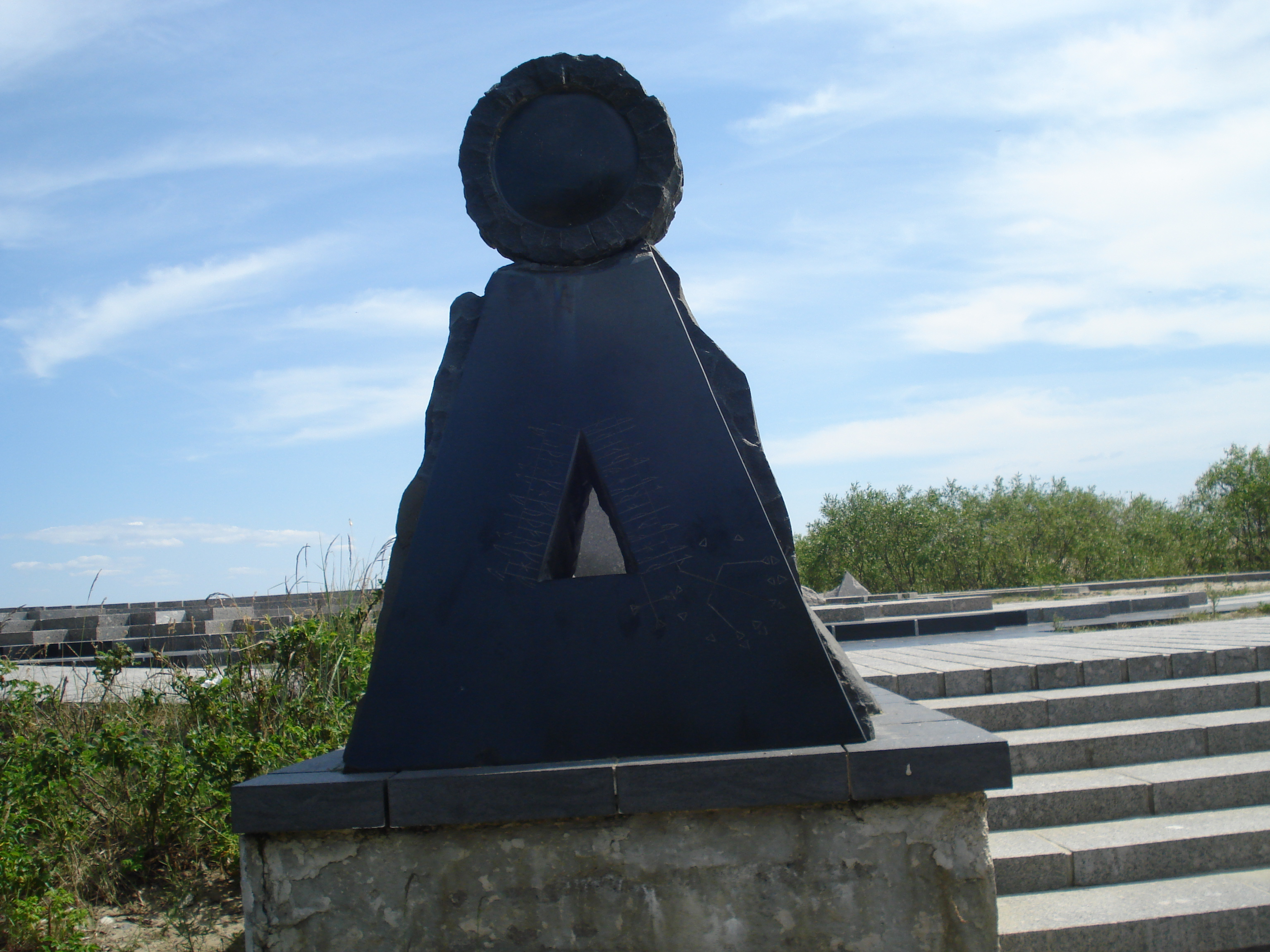
Detail s ikonou svátku